# Francisco Leyría
Francisco Leyría fue un militar argentino que luchó en la Guerra de la Triple Alianza, las guerras civiles argentinas y en la Conquista del desierto, uno de los pocos que llegó de soldado raso a general.

## Biografía
Francisco Leyría nació en Córdoba (Argentina) el 4 de octubre de 1845 hijo de Juan Francisco Leyría, empleado, y Cayetana Camelo.
En 1861 ingresó como soldado al Batallón n.º 3 de Infantería de Línea con asiento en el Fortín, hoy Río Cuarto, enviado a luchar contra los caudillos Ángel Vicente Peñaloza, Francisco Saá, Juan de Dios Videla y Francisco Clavero. El 4 de marzo de 1862 fue promovido a subteniente y destacado a Azul (Buenos Aires) en la frontera con el indio.
En 1865, iniciada la Guerra del Paraguay, fue trasladado a la provincia de Corrientes con el grado de teniente 1.º. Participó de la reconquista de la ciudad de Corrientes combatiendo luego en Yatay, Uruguayana, Pasaje de Paso de la Patria, Itapirú, Estero Bellaco, Tuyutí y Yataytí Corá, en el cual fue herido de bala por lo que fue enviado a Buenos Aires.
Dos meses después estaba nuevamente en el frente e intervino en el pasaje del campamento de Tuyutí a Tuyú-Cue en 1867, en Paso Pacú y en el segundo combate de Tuyutí en el mismo año. En 1868 fue promovido a sargento mayor graduado. Pasó luego al frente del Chaco participando en varios combates, entre ellos Humaitá, La Laguna y La Península.
En marzo de 1870 bajo las órdenes del general Ignacio Rivas marchó a combatir la rebelión jordanista en la provincia de Entre Ríos. Intervino en El Tala y participó de la victoria de Santa Rosa, siendo portador del parte a Buenos Aires. De regreso al frente marchó contra Gualeguaychú amenazada nuevamente por los revolucionarios consiguiendo derrotarlos.
Pasó luego a la Comandancia de la Frontera Sur bajo el mando del general Rivas y participó de la Batalla de San Carlos de Bolívar contra Calfucurá, siendo recomendado en el parte de la acción. Participó de varios encuentros, entre ellos la persecución de las tribus hasta Salinas Grandes.
En 1873 fue nombrado teniente coronel efectivo y con ese grado participó de la revolución de 1874.
Fracasado el movimiento y retirado del ejército, se dedicó al comercio, agricultura y ganadería en Azul, actuando como voluntario en las milicias que luchaban contra las incursiones indias. Con el general Zacarías Supisiche persiguió a los indígenas hasta San Carlos recuperando numerosos arreos.
En 1877 se reincorporó al ejército. En 1879 actuó como ayudante de campo del general Julio Argentino Roca en la campaña de la conquista del desierto.
El 13 de febrero de 1880 el gobierno del presidente Nicolás Avellaneda prohibió a los comandantes José Inocencio Arias, Hilario Lagos y Julio Campos, continuar apoyando al Tiro Nacional de Buenos Aires, donde más de 2000 jóvenes porteños se entrenaban militarmente. Los tres renunciaron al ejército el mismo día y fueron imitados posteriormente por Leyría, Benito Meana, Eliseo Acevedo, el coronel José María Morales, Segundo Bonahora, los mayores Francisco Faramiñan, Herrera y Antonio M. Silva, el capitán Ramón Lorenzo Falcón, entre otros.
Iniciada la Revolución de 1880 adhirió a los rebeldes. José Inocencio Arias le encargó la defensa del puente de Barracas, reforzádolo con una división de 500 hombres y dos cañones al mando del coronel José María Morales. Leyría distribuyó sus hombres en el puente mismo de Barracas, en las márgenes del Riachuelo, en la estación de Barracas al Sud, en las azoteas de la esquina de Mitre y Pavón, en el Teatro Rivadavia y en la iglesia de La Asunción.
El 20 de junio de 1880 el general del ejército nacional Nicolás Levalle ocupó con sus hombres un expreso del Ferrocarril del Sud en las inmediaciones de la actual estación Lanús, cargó a parte de sus tropas en el tren y avanzó hacia Barracas al Sud. La batalla de Barracas se inició cerca del mediodía y se extendió por varias horas. El Batallón n.º 7 de las fuerzas nacionales se lanzó sobre el puente con el tren pero el fuego enemigo lo obligó a frenarse del otro lado del Riachuelo.
En momentos en que las fuerzas provinciales estaban ya por retirarse, llegaron refuerzos al mando de Julio Campos con cuatro cañones Krupp, que volcaron la acción a favor de los sublevados. La locomotora fue rápidamente retirada de la acción cuando los Krupp enfilaron sus disparos sobre ella y al morir el jefe de la escasa artillería nacional, Levalle ordenó replegarse hacia la estación Lanús.
Derrotado el movimiento, permaneció dado de baja hasta que pocos años después fue reincorporado al servicio y en 1888 promovido a coronel.
El 19 de diciembre de 1889, adquirió al comerciante Emilio Mallmann 30.142 hectáreas, que las había comprado al estado pocos meses antes, el 17 de septiembre de ese mismo año. Estableció allí el centro agrícola General Rivas. 
Leyría y su esposa tenían el anhelo de fundar un asentamiento poblacional, pero ante la muerte repentina de su esposa, preso de una gran depresión, Leyría las vendió a Guillermo Seré, quien las donaría para la fundación de Colonia Seré el 5 de septiembre de 1903.
Fue jefe del Regimiento 11 de Caballería de Línea, hasta su reemplazo por el coronel Genaro Racedo. Por su comportamiento en la Revolución de 1890 fue ascendido a general de brigada.
El general Leyría fue designado el 9 de junio de 1894 Jefe de la Brigada formada con los cuerpos de Guardia Nacional de la Capital. En la formación del Centenario, el 25 de mayo de 1910, fue nombrado jefe de Estado Mayor de la División Especial de los Institutos Militares.
Falleció en Buenos Aires el 11 de septiembre de 1911 y fue sepultado en el cementerio de la Recoleta
Casó con Justina Leal y en segundas nupcias con María Recklinger.
El diario La Prensa expresó que desaparecía con él "una de las figuras más características de nuestra milicia de tradición, constituida por hombres formados en las filas y que habían conquistado sus galones en meritísimas acciones. Fue uno de los militares que prestaron servicios eficientes al país, distinguiéndose por su lealtad y valor".
Era amigo personal de Estanislao Severo Zeballos, quien en su Viaje al país de los araucanos dice que "es un amigo que recuerdo complacido. Mi presencia en el Azul era para un motivo de regocijo. No se separaba de mí un momento, y le debo servicios de consideración".
Para 1908 su casa era lugar habitual de reunión de los amantes del canto y la guitarra, entre ellos Juan Alais (1844-1914) considerado como el decano de los guitarristas argentinos, quien era también un amigo personal.
La revista Don Quijote (1884-1905), que para todos los políticos de la época tenía un mote despectivo lo llamaba "Ley de Río".